# Кальмар (футбольний клуб)
Кальмар ФФ (швед. Kalmar Fotbollsförening) — шведський футбольний клуб із однойменного міста. Виступає у найвищому дивізіоні Швеції.

## Історія
Заснований 10 січня 1910 року під назвою ІФ «Йота» (IF Göta), однак не був прийнятий до Королівського спортивного союзу (Riksidrottsförbundet) через конфлікт із назвою, оскільки аналогічно вже йменувалися клуби зі Стокгольма та Карлстада. Тоді 1912 року клуб змінив свою назву на ІФ «Ґотія» (IF Gothia) і був допущений до змагань.
У 1918 році в Кальмарі відкрито стадіон Фредрікссканс (Fredriksskans). У місті функціонувало багато спортивних клубів і тому деякі з них об'єдналися: ІФ «Ґотія» та ІФК Кальмар утворили клуб Кальмар ІС (Kalmar Idrotts Sällskap), а Кальмар ІК та ІК «Фалькен» сформували Кальмар АІК. У 1927 році Кальмар ІС перейменовано на Кальмар ФФ.

## Досягнення
Аллсвенскан:
- Чемпіон (1): 2008
- Срібний призер (2): 1985, 2007

Кубок Швеції:
- Володар кубка (3): 1980–1981, 1986–1987, 2007
- Фіналіст (3): 1977–1978, 2008, 2011

Суперкубок Швеції:
- Володар кубка (1): 2009
- Фіналіст (1): 2008

## Сезони в чемпіонаті Швеції
| Сезон | Рівень | Ліга        | Підгрупа         | Місце | Примітки                     |
| ----- | ------ | ----------- | ---------------- | ----- | ---------------------------- |
| 1993  | 2      | Дивізіон 1  | Південь          | 3     |                              |
| 1994  | 2      | Дивізіон 1  | Південь          | 2     | Плей-оф на підвищення        |
| 1995  | 2      | Дивізіон 1  | Південь          | 4     |                              |
| 1996  | 2      | Дивізіон 1  | Південь          | 14    | Вибув                        |
| 1997  | 3      | Дивізіон 2  | Східний Йоталанд | 1     | Підвищився                   |
| 1998  | 2      | Дивізіон 1  | Південь          | 1     | Підвищився                   |
| 1999  | 1      | Аллсвенскан |                  | 14    | Плей-оф на вибування - Вибув |
| 2000  | 2      | Супереттан  |                  | 10    |                              |
| 2001  | 2      | Супереттан  |                  | 1     | Підвищився                   |
| 2002  | 1      | Аллсвенскан |                  | 14    | Вибув                        |
| 2003  | 2      | Супереттан  |                  | 1     | Підвищився                   |
| 2004  | 1      | Аллсвенскан |                  | 5     |                              |
| 2005  | 1      | Аллсвенскан |                  | 3     |                              |
| 2006  | 1      | Аллсвенскан |                  | 5     |                              |
| 2007  | 1      | Аллсвенскан |                  | 2     |                              |
| 2008  | 1      | Аллсвенскан |                  | 1     | Чемпіон                      |
| 2009  | 1      | Аллсвенскан |                  | 4     |                              |
| 2010  | 1      | Аллсвенскан |                  | 9     |                              |
| 2011  | 1      | Аллсвенскан |                  | 8     |                              |
| 2012  | 1      | Аллсвенскан |                  | 10    |                              |
| 2013  | 1      | Аллсвенскан |                  | 4     |                              |
| 2014  | 1      | Аллсвенскан |                  | 11    |                              |
| 2015  | 1      | Аллсвенскан |                  | 13    |                              |
| 2016  | 1      | Аллсвенскан |                  | 6     |                              |
| 2017  | 1      | Аллсвенскан |                  | 12    |                              |
| 2018  | 1      | Аллсвенскан |                  | 10    |                              |
| 2019  | 1      | Аллсвенскан |                  | 14    | Плей-оф на вибування         |
| 2020  | 1      | Аллсвенскан |                  | 14    | Плей-оф на вибування         |
| 2021  | 1      | Аллсвенскан |                  | 6     |                              |
| 2022  | 1      | Аллсвенскан |                  | 4     |                              |
| 2023  | 1      | Аллсвенскан |                  | 6     |                              |
| 2024  | 1      | Аллсвенскан |                  | 15    | Вибув                        |

## Виступи в єврокубках

### Ліга чемпіонів УЄФА
| Сезон     | Раунд |          | Клуб         | Рахунок  |
| --------- | ----- | -------- | ------------ | -------- |
| 2009—2010 | 2Q    | Угорщина | Дебрецен ВШК | 0-2, 3-1 |

2 матчі, 1 перемога, 1 поразка, різниця м'ячів 3-3.

### Кубок володарів кубків УЄФА
| Сезон     | Раунд |            | Клуб                       | Рахунок  |
| --------- | ----- | ---------- | -------------------------- | -------- |
| 1978—1979 | 1/16  | Угорщина   | «Ференцварош» (Будапешт)   | 0-2, 2-2 |
| 1981—1982 | 1/16  | Швейцарія  | «Лозанна Спортс» (Лозанна) | 1-2, 3-2 |
| 1987—1988 | 1/16  | Ісландія   | ІА Акранес                 | 0-0, 1-0 |
| 1987—1988 | 1/8   | Португалія | «Спортінг» (Лісабон)       | 1-0, 0-5 |

8 матчів, 3 перемоги, 2 нічиї, 3 поразки, різниця м'ячів 8-13.

### Кубок УЄФА
| Сезон     | Раунд |            | Клуб                  | Рахунок  |
| --------- | ----- | ---------- | --------------------- | -------- |
| 1986—1987 | 1/32  | Ісландія   | ІБ Кефлавік           | 2-1, 0-1 |
| 1986—1987 | 1/32  | Німеччина  | «Баєр» (Леверкузен)   | 1-4, 0-3 |
| 2008—2009 | 1Q    | Люксембург | «Ресінг» (Люксембург) | 3-0, 7-1 |
| 2008—2009 | 2Q    | Бельгія    | КАА Гент              | 1-2, 4-0 |
| 2008—2009 | 1R    | Нідерланди | «Феєнорд» (Роттердам) | 1-0, 1-2 |

10 матчів, 5 перемог, 5 поразок, різниця м'ячів 20-14.

### Ліга Європи УЄФА
| Сезон     | Раунд |                   | Клуб                       | Рахунок  |
| --------- | ----- | ----------------- | -------------------------- | -------- |
| 2010—2011 | 1Q    | Фарерські острови | ЕБ/«Стреймур» (Стреймнеса) | 1-0, 3-0 |
| 2010—2011 | 2Q    | Молдова           | «Дачія» (Кишинів)          | 2-0, 0-0 |
| 2010—2011 | 3Q    | Болгарія          | «Левські» (Софія)          | 1-1, 2-5 |
| 2012—2013 | 1Q    | Північна Ірландія | «Кліфтонвілл» (Белфаст)    | 0-1, 4-0 |
| 2012—2013 | 2Q    | Хорватія          | ХНК Осієк                  | 3-1, 3-0 |
| 2012—2013 | 3Q    | Швейцарія         | «Янг Бойз» (Берн)          | 1-0, 0-3 |

12 матчів, 7 перемог, 2 нічиї, 3 поразки, різниця м'ячів 20-11.

### Ліга конференцій УЄФА
| Сезон     | Раунд |          | Клуб             | Рахунок  |
| --------- | ----- | -------- | ---------------- | -------- |
| 2023—2024 | 2Q    | Вірменія | «Пюнік» (Єреван) | 1-2, 1-2 |

2 матчі, 0 перемог, 0 нічия, 2 поразки, різниця м'ячів 2—4.
- 1/32, 1/16, 1/8 — 1/32, 1/16, 1/8 фіналу.
- 1Q, 2Q, 3Q — кваліфікаційні раунди.
- 1R — перший раунд.

Разом: 34 матчі, 16 перемог, 4 нічиї, 14 поразок, різниця м'ячів 53-45.

## Відомі гравці
- Роланд Сандберг
- Бу Юганссон
- Расмус Ельм